# Цирк «Колумбія»
«Цирк „Колумбія“» — драматична стрічка 2010 року, світова прем'єра якої відбулась на Сараєвському кінофестивалі.

## Сюжет
За часів соціалістичної Югославії Дивко переїхав у Німеччину. Пройшли роки і вже заможний чоловік повертається на батьківщину, щоб розлучитися з дружиною Люциєю та почати нове життя з молоденькою Азрой. Друг головного героя допомагає залишити йому житло, а колишню дружину з сином поселяють у старенькій квартирі. Гроші Дивка вирішують всі його проблеми. Та країна напередодні війни, яка внесе свої корективи.

## У ролях
| Актор              | Роль   |
| ------------------ | ------ |
| Предраг Манойлович | Дивко  |
| Міра Фурлан        | Люция  |
| Борис Лер          | Мартін |
| Єлена Ступлянин    | Азра   |
| Мілан Штрлич       | Ранко  |
| Маріо Кнезович     | Півац  |
| Інес Фанчович      | стара  |

## Знімальна група
- Кінорежисер — Даніс Танович
- Сценарист — Даніс Танович
- Кінопродюсери — Амра Бакшич Чамо, Марк Баше, Чедомір Колар, Мірсад Пуріватра
- Кінооператор — Вальтер ван ден Енде
- Кіномонтаж — Петар Маркович
- Художники-постановники — Душан Мілавеч, Санда Поповач
- Художники по костюмах — Ясна Хадземехмедович-Бекрич[1].

## Сприйняття

### Критика
Фільм отримав позитивні відгуки. На сайті Rotten Tomatoes оцінка фільму становить 80 % на основі 10 відгуків від критиків (середня оцінка 6,5/10) і 71 % від глядачів із середньою оцінкою 3,6/5 (308 голосів). Фільму зарахований «стиглий помідор» від кінокритиків та «попкорн» від глядачів, Internet Movie Database — 7,3/10 (2 192 голосів), Metacritic — 57/100 (10 відгуків критиків).

### Номінації та нагороди
| Нагороди та номінації фільму «Цирк „Колумбія“» | Нагороди та номінації фільму «Цирк „Колумбія“» | Нагороди та номінації фільму «Цирк „Колумбія“» | Нагороди та номінації фільму «Цирк „Колумбія“» | Нагороди та номінації фільму «Цирк „Колумбія“» | Нагороди та номінації фільму «Цирк „Колумбія“» |
| Рік                                            | Кінофестиваль/кінопремія                       | Категорія/нагорода                             | Номінант                                       | Результат                                      |                                                |
| ---------------------------------------------- | ---------------------------------------------- | ---------------------------------------------- | ---------------------------------------------- | ---------------------------------------------- | ---------------------------------------------- |
| 2010                                           | Антальський міжнародний кінофестиваль          | Найкращий фільм                                | «Цирк „Колумбія“»                              | Перемога                                       |                                                |
| 2010                                           | Словенський кінофестиваль                      | Найкраща робота артдиректора                   | Душан Мілавеч, Санда Поповач                   | Перемога                                       |                                                |